# Sebastiania sarmentosa
Sebastiania sarmentosa là một loài thực vật có hoa trong họ Đại kích. Loài này được M.E.Jones miêu tả khoa học đầu tiên năm 1933.